# IUCAF
Das IUCAF ist ein internationales Komitee zur Verwaltung und Durchsetzung von freien Frequenzbereichen für die Radioastronomie und anderer passiver Radiodienste und -nutzungen. Der ausgeschriebene Name der IUCAF lautet, entgegen der Abkürzung: Scientific committee on frequency allocations for radio astronomy and space science oder mit dem französischen Titel: Comité Scientifique pour l'Allocation des Fréquences à la Radio Astronomie et la Recherche Spatiale. In Europa und Südafrika vertritt das Committee on Radio Astronomy Frequencies (CRAF) die Interessen der Radioastronomen.

## Gründung und Hintergrund
Das IUCAF wurde 1960 von der ICSU, vor allem unter Beteiligung der in der ICSU vertretenen Organisationen URSI, IAU und COSPAR gegründet, um eine gemeinsame Plattform für die Nutzung von Frequenzbereichen für passive Dienste zu schaffen. Prägend und fördern waren die befürchteten Auswirkungen des Projekts West Ford, das die Ausübung der Radioastronomie direkt bedrohte.
Der Titel lautete zum Gründungszeitpunkt Inter-Union on the Allocation of Frequencies for Space Research and Radio Astronomy und wurde später geändert. Die Abkürzung hatte sich aber bereits etabliert und wurde beibehalten.
Mit der zunehmenden Technisierung werden immer mehr Frequenzbereiche des elektromagnetischen Spektrums für die kommerzielle Nutzung interessant. Die Verwendung eines Frequenzbereichs für aktive Dienste wie z. B. Mobilfunk behindert jedoch den passiven Empfang durch z. B. Radioteleskope in diesem Bereich.

## Ziele
Ziel des IUCAF ist es, Frequenzbänder für passive Dienste zu reservieren und zu erhalten, und damit Forschung in diesem Bereich zu ermöglichen. Dazu gehört auch, die Bedürfnisse der Nutzer passiver Funkdienste einer möglichst weiten Öffentlichkeit bekannt zu machen. Wichtigste Zielgruppe sind jedoch die nationalen und internationalen Gremien, die über Frequenznutzungspläne entscheiden.

## Arbeitsweise
Das IUCAF studiert und koordiniert die Bedürfnisse der Radioastronomen, Weltraumforscher und Fernerkundungseinrichtungen. Das IUCAF tauscht mit den regionalen Organisationen CRAF, RAFCAP und CORF Informationen über
- Frequenzverteilungspläne
- zukünftige Aktivitäten und
- Strategien aus.

Hierfür werden im Abstand von drei Jahren der
- Workshop on RFI Mitigation, sowie die
- Summer School on Spectrum Management

veranstaltet.
Es ist aktiv in der ITU durch
- Mitarbeit in der Radiocommunications Assembly (RA) und dort in der Study Group 7 (SG7)
- Einflussnahme auf die Beschlüsse der Weltfunkkonferenz (WRC)

Außerdem hat das IUCAF einen Sitz als Beobachter in der SFCG.

## Finanzierung
Die Arbeit der IUCAF wird finanziert durch die Gründungsorganisationen URSI, IAU und COSPAR. Wiederkehrende Ausgaben sind im Wesentlichen Reisekosten der Delegierten. Außerdem können Mittel der ICSU für internationale und interdisziplinäre Aktivitäten wie Konferenzen beantragt werden.

## Sitz der IUCAF
Das Sekretariat hat seinen Sitz in Meudon in Frankreich, ist jedoch auf Grund seiner Struktur international tätig. Die IUCAF ist Mitglied ohne Stimmrecht in der ITU.